# Scanner de vulnerabilidades
Um scanner de vulnerabilidades é um software que, dado um determinado alvo, seja ele um software, um computador ou um dispositivo de rede, irá analisá-lo em busca de vulnerabilidades existentes no alvo. O scanner irá, sistematicamente, testar o alvo em busca de pontos vulneráveis a ataques (senhas padrão, serviços inseguros escutando em portas públicas, sistemas vulneráveis a falhas conhecidas, por exemplo). Pode ser utilizado tanto para prevenção, na busca de falhas para correção, quanto para ataques, na identificação de vulnerabilidades acessíveis ao atacante.